# Zinedine Bensalem
Zinedine Bensalem (en arabe : زين الدين بن سالم) est un footballeur algérien né le 25 mai 1990 à Kouba dans la wilaya d'Alger. Il joue au poste d'allier droit au CB Beni Slimane.

## Biographie
Zinedine Bensalem évolue en première division avec les clubs du MC Alger et du RC Arbaâ. Il dispute un total de 60 matchs en première division, inscrivant un but. Son seul but en première division est marqué le 18 juin 2011, lors de la réception du WA Tlemcen (victoire 1-0).
Il participe à la Ligue des champions d'Afrique en 2011 avec le MC Alger. A cette occasion, il inscrit un but contre l'équipe angolaise du GD Interclube.
En octobre 2020, Bensalem signe un contrat au profit du DRB Tadjenanet en Ligue 2. Cependant, il est écarté de l'équipe en janvier 2021 peu avant le début de la saison.

## Palmarès
| MC Alger - Championnat d'Algérie (1) : - Champion : 2009-10. |